# Lutz Jacobi
Lutske (Lutz) Jacobi (Katlijk, 13 december 1955) is een Nederlands voormalig politica. Namens de Partij van de Arbeid (PvdA) was zij van 30 november 2006 tot 23 maart 2017 lid van de Tweede Kamer. Zij was tijdens haar Tweede Kamerlidmaatschap de enige Nederlandse vertegenwoordiger in de Interparlementaire Unie.

## Biografie
Lutz Jacobi volgde de havo en behaalde via de Open Universiteit het doctoraal rechten. Tussen 1976 en 1981 volgde zij de lerarenopleiding in Leeuwarden, waar zij afstudeerde als docente Nederlands (2e graads) en Gezondheidskunde (3e graads). Ook volgde zij korte opleidingen en masterclasstrajecten op het gebied van bedrijfskundig en personeelsmanagement.
Zij heeft gewerkt bij de GGD "De Friese Wouden" in Drachten, waar zij begon als functionaris gezondheidsvoorlichting en opvoeding. Van 1990 tot 1993 was zij er waarnemend directeur en van 1995 tot 1999 directeur. Na de fusie van de GGD's in Friesland in 1999 werd zij directeur van de nieuw gevormde GGD Fryslân. Dat bleef zij tot 1 januari 2007.
Sinds 1985 was zij lid van de PvdA. Bij de Tweede Kamerverkiezingen van 2006 werd Jacobi gekozen als lid van het parlement. Zij hield haar maidenspeech op 6 februari 2007 over het verbod op handel in producten van zadelrobben en klapmutsen.
In de Tweede Kamer diende zij plannen in voor de visserij en de Waddenzee, alsmede een voor 'goede natuur en goed landschap'. In 2010 volgde een plattelandsplan.
Bij de parlementsverkiezingen van juni 2010 stond zij op plaats 26 en kreeg zij 5109 voorkeurstemmen. Voor haar partij was ze in de Tweede Kamer woordvoerder natuur, platteland, land- en tuinbouw, visserij, recreatie en Waddenzee. Daarnaast maakte zij deel uit van de parlementaire commissies Defensie, Economische Zaken-Landbouw-Innovatie, Dierhouderij en Contactgroep België.
Jacobi nam in 2010 de medeverdediging op zich van een initiatiefwetsvoorstel over het verhogen van de maximale proeftijd voor misdrijven die de gezondheid of het welzijn van dieren benadelen en over het strafmaximum voor het doden van andermans dieren. Het voorstel was oorspronkelijk ingediend door Joost Eerdmans (LPF) en Aleid Wolfsen (PvdA) en werd later in de Tweede Kamer verdedigd door Harm Evert Waalkens (PvdA) en Henk Jan Ormel (CDA).
Jacobi diende in februari 2012 in de Tweede Kamer, samen met Rik Grashoff (GroenLinks), een motie van wantrouwen in tegen staatssecretaris Henk Bleker. Hij had volgens haar het natuurbeleid "volledig laten vastlopen". Het natuurakkoord dat de CDA'er Bleker met alle provincies wilde afsluiten, noemde zij "onaf" en "financieel niet onderbouwd". De motie werd verworpen.

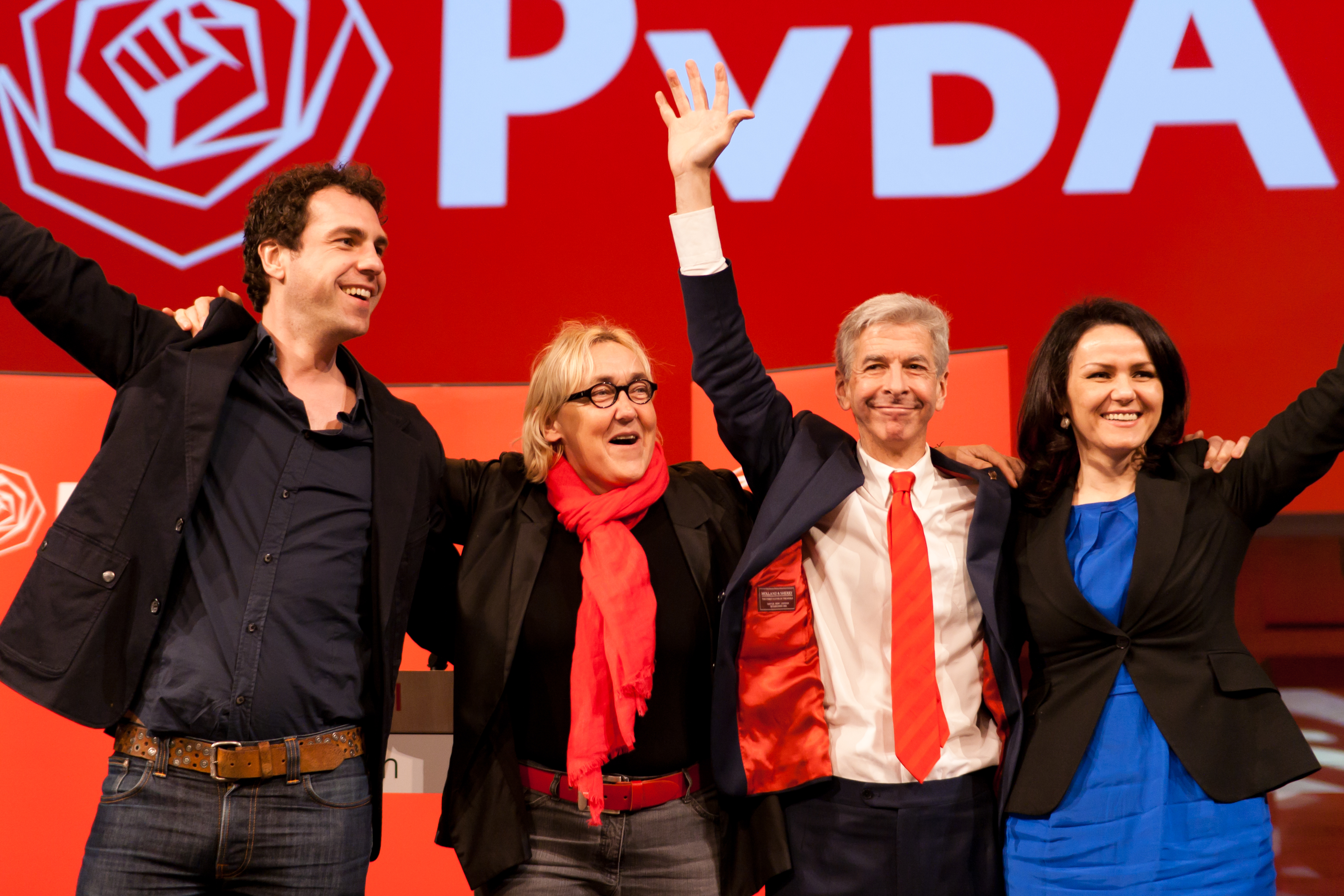
Lutz Jacobi, tweede van links, met de andere kandidaten voor het partijleiderschap die het niet werden

Op 28 februari 2012 stelde Jacobi zich kandidaat voor het fractievoorzitterschap van de PvdA in de Tweede Kamer en het partijleiderschap. Met vier andere kandidaten nam zij deel aan de ledenraadpleging voor een partijleider en fractievoorzitter. Zij eindigde als laatste met 2,3% van de stemmen.
Jacobi stond op de elfde plaats van de PvdA-kandidatenlijst voor de parlementsverkiezingen op 12 september 2012. Ze kreeg 16.082 voorkeurstemmen en nam opnieuw zitting in de Kamer.
Bij de herindelingsverkiezing voor de gemeente Leeuwarden in november 2013 was Jacobi lijstduwer. Ze kreeg voldoende stemmen voor een plek in de nieuwe gemeenteraad, maar nam die niet in.
In november 2013 was zij het enige lid van de Tweede Kamerfractie van de PvdA dat tegen de aanschaf van de Joint Strike Fighter stemde.
In juni 2016 maakte Jacobi bekend na de Tweede Kamerverkiezingen van 2017 de landelijke politiek te verlaten. Later dat jaar stelde ze zich kandidaat voor het PvdA-lijsttrekkerschap voor de gemeenteraadsverkiezingen van november 2017 in Leeuwarden. Ze werd verkozen tot lijsttrekker. Bij de plaatselijke verkiezingen verloor de PvdA een zetel, maar bleef wel ruim de grootste. Na de verkiezingen werd ze voorzitter van de PvdA-fractie in de gemeenteraad van Leeuwarden.
Jacobi was van 1 mei 2018 tot 31 december 2022 directeur van de Waddenvereniging. Vanaf 1 januari 2019 is Jacobi voorzitter van het Jopie Huisman Museum in Workum.
Op 17 november 2022 werd Jacobi voorzitter van het overlegorgaan van het Nationaal Park Schiermonnikoog.
Van juni 2022 tot juli 2023 was ze lid van het PvdA-hoofdbestuur. Jacobi legde haar functie neer, omdat ze het niet eens was met de plannen voor een nauwere samenwerking tussen de PvdA en GroenLinks, die volgens haar zouden leiden tot een voor haar ongewenste fusie van beide partijen. Ze zette zich in voor Rood Vooruit!, een platform voor sociaaldemocraten die kritisch zijn over de voorgenomen fusie met GroenLinks.
Op 21 juni 2025 zegde ze haar PvdA-lidmaatschap op uit onvrede over de sfeer en het verloop van een partijcongres van haar partij en GroenLinks op diezelfde dag.

## Prijzen
In juni 2009 werd Jacobi door Natuurmonumenten uitgeroepen tot 'groenste politicus van Nederland' van 2009. Volgens Natuurmonumenten stak zij met kop en schouders uit boven collega's als het gaat om haar inzet voor de natuur. Zij vroeg in de Tweede Kamer onder meer aandacht voor de ecologische hoofdstructuur, natuureducatie, duurzame visserij, weidevogelbeheer, ruilgronden en beter overleg tussen natuur- en economische clubs. In 2012 kreeg ze wederom de titel.

## Trivia
Tijdens de inhuldiging van koning Willem-Alexander in april 2013 legde zij de eed van trouw af in het Fries: "Dat ûnthjit ik".